# Triquetra

Triquetra entrelacée.

En symbologie, une  triquetra (mot dérivé du latin tri-, « trois » et quetrus, « pourvu de coins ») est un symbole constitué de trois vesicae piscis, parfois accompagné d'un cercle intérieur ou extérieur. Cette forme a été utilisée pour symboliser des groupes de trois objets ou de trois personnes.

## Utilisations anciennes

### Paganisme germanique
La triquetra a été trouvée sur des pierres runiques d'Europe du Nord, et sur des monnaies germaniques anciennes. Elle avait vraisemblablement une signification religieuse, liée au paganisme germanique, et montre une ressemblance avec le Valknut, un symbole associé traditionnellement à Odin.

### Art celtique
On rencontre souvent la triquetra dans l'art hiberno-saxon, tout particulièrement en orfèvrerie et dans les manuscrits enluminés, comme le Livre de Kells. On la rencontre aussi dans des ornements similaires des croix celtes et des pierres du début du christianisme. Le fait que la triquetra apparaissait rarement seule dans l'art celtique a amené à douter de son usage en tant que symbole religieux primaire. Dans les manuscrits, elle était utilisée surtout comme ornement ou pour remplir des espaces vides de compositions bien plus complexes. Dans les panneaux d'entrelacs, c'est un motif intégré au milieu des autres. L'art celtique est toujours vivant, à la fois comme une tradition folklorique et grâce à plusieurs mouvements de renouveau. Ce nœud a été utilisé par des celtes chrétiens, païens et agnostiques pour symboliser des choses et des personnes allant par trois.

### Symbolique chrétienne
Le symbole de la triquetra fut ensuite utilisé par les chrétiens comme symbole de la Trinité (le Père, le Fils et le Saint-Esprit). Cette appropriation fut rendue particulièrement facile du fait que la triquetra contenait trois formes pouvant être interprétées comme les symboles chrétiens IΧΘΥΣ (Ichthus).
Ces triquetras chrétiennes sont très fréquemment accompagnées d'un cercle qui traverse les trois boucles, mettant l'emphase sur l'unité des trois éléments.

## Usages contemporains

### Néopaganisme

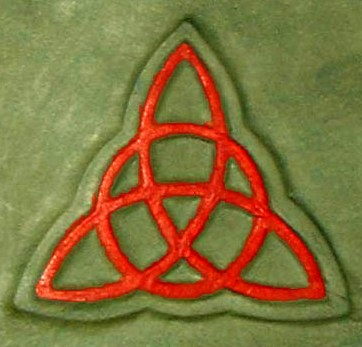
Triquetra sur la couverture d'une copie du Livre des Ombres, qui joue un rôle central dans la série télévisée Charmed.

Le néopaganisme utilise la triquetra pour symboliser différents concepts et figures mythologiques.
Les groupes néopaïens germaniques (les nordisants) qui utilisent la triquetra pour symboliser leurs croyances pensent en général qu'elle est d'origine scandinave et germanique.  Sa présence dans l'art celtique insulaire a amené les reconstructionnistes à l'utiliser, soit pour représenter l'une des triplicités de leur cosmogonie (comme la division tripartite du monde en Terre, Mer et Ciel), soit comme un symbole  d'une des déesses triples, par exemple Morrigan. 
Le symbole est également parfois utilisé par les wiccans et par quelques adeptes du New Age pour représenter soit la triple Déesse du néopaganisme, soit les aspects interconnectés de l'existence que sont l'Esprit, le Corps et l'Âme, soit encore d'autres concepts semblant refléter cette unité.

### Culture populaire
- La triquetra apparaît souvent  comme élément artistique dans l'utilisation des entrelacs celtiques. Ceux qui s'identifient aux celtes modernes (en) peuvent l'utiliser comme symbole pour marquer leur appartenance à la culture celte (en), qu'ils vivent dans des pays celtiques ou dans la diaspora.
- Plus récemment, le symbole est devenu familier aux spectateurs du feuilleton télévisé Charmed, où il apparaît sur la couverture du Livre des Ombres utilisé par les trois sœurs, et symbolisant les trois sorcières ne faisant plus qu'un.
- Dans l'épisode 19 de la saison 5 de Ghost Whisperer, le symbole est utilisé sous la forme d'un tatouage symbolisant l'union solide existant entre trois personnages.
- Une triquetra est l'un des quatre symboles figurant sur la couverture de l'album Led Zeppelin IV, où elle représente le symbole personnel du bassiste John Paul Jones.
- L'orchestre Payable on Death (P.O.D.) utilise ce symbole sur la plupart des pochettes de ses CD.
- La double triquetra est utilisée pour représenter la Trinité dans la version révisée de la Bible du roi Jacques, publiée par Thomas Nelson, Inc.
- Un collier avec un pendentif en forme de triquetra (plus précisément, en nœud de la Trinité) est utilisé dans le film Constantine, donnant à son porteur ce qui est décrit comme l'équivalent d'un « gilet pare-balles spirituel ».
- Au milieu d'autres symboles, on peut voir une triquetra sur le sol du laboratoire, à la fin du jeu vidéo Assassin's Creed.
- La marque de vêtements TNA, propriété exclusive de la compagnie Aritzia, a un logo composé de trois triquetras.
- Dans la série télévisée Vampire Diaries, la sorcière Qetsiyah/Tessa crée une triquetra lors d'un sortilège grâce au sang des trois « Petrova Doppelgänger » : Amara, Katherine et Elena.
- Une triquetra est visible sur le personnage Ange du jeu vidéo Overwatch.
- Ce symbole apparaît à plusieurs reprises dans la série allemande Dark, symbolisant le lien entre les dates 1953, 1986 et 2019.
- Une triquetra est visible sur le personnage de Paimon du jeu vidéo Genshin Impact.
- Le symbole est utilisé comme logo de la banque de Gotham dans la série éponyme (saison 1, épisode 17).
- Également visible sur le katana de Michonne dans The Walking Dead.
- Apparaît sur le marteau de Thor dans les films Marvel.

## Géométrie
Topologiquement, la  forme entrelacée de la triquetra est un nœud de trèfle.

## Galerie

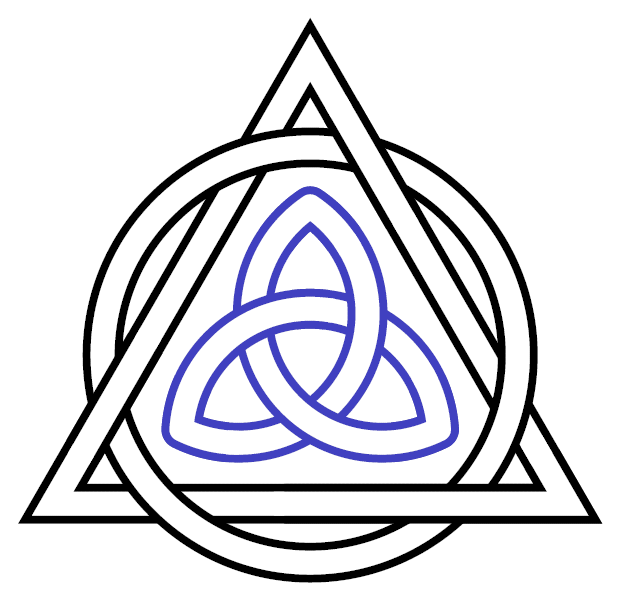
Triquetra bleue faisant partie d'un symbole décoratif entrelacé du christianisme trinitarien.
Triquetra formée uniquement de trois symboles de Vesica piscis.
Une triquetra en forme de nœud serré.
Deux triquetras entrelacées.
Un autre symbole chrétien trinitarien : une triquetra entrelacée avec un cercle (un "nœud de la Trinité").
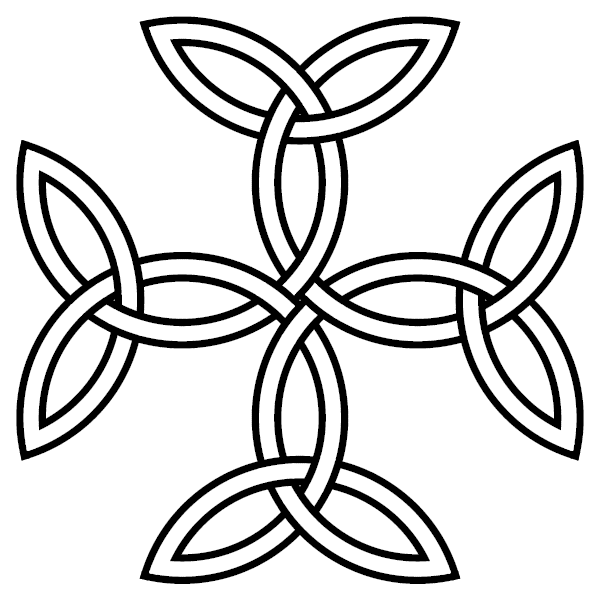
La croix des triquetras ou "Croix carolingienne".
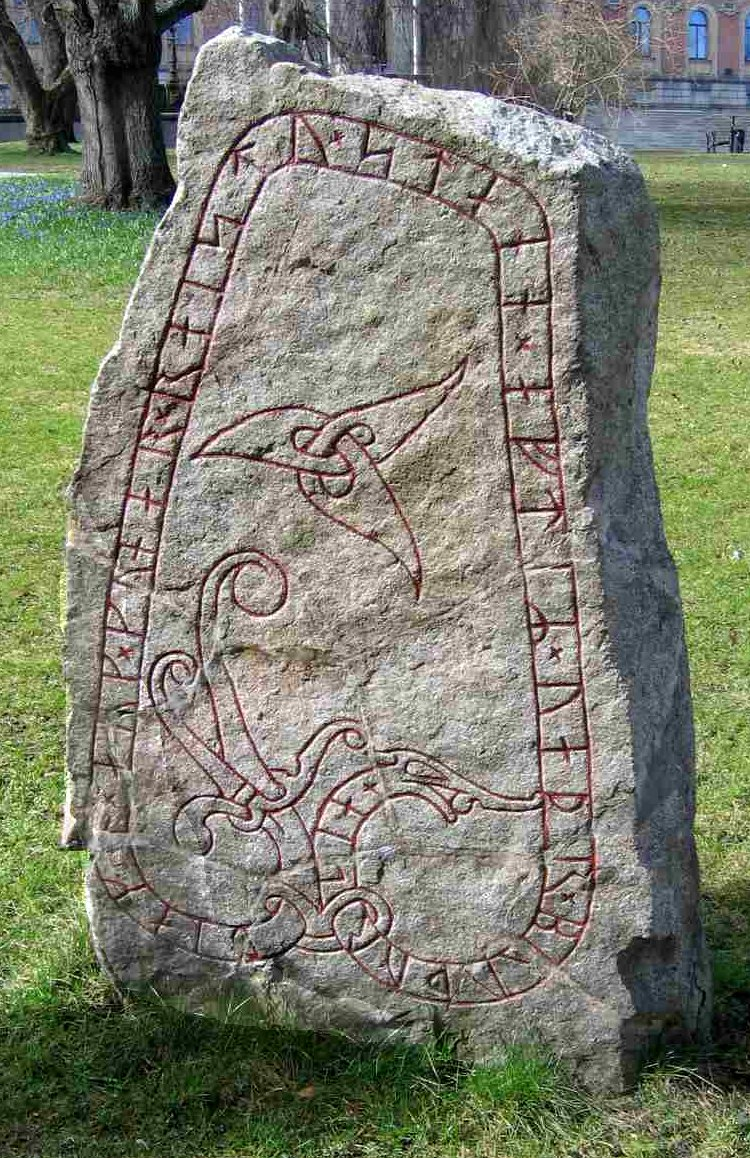
Triquetra sur une des pierres runiques de Funbo (en), dans le parc de l'Université d'Uppsala.
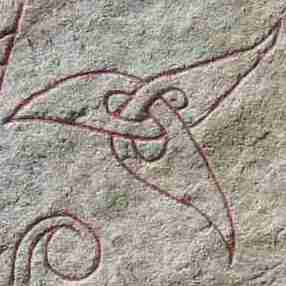
Détail de l'image précédente.